# Péter Hajdú
Péter Hajdú (ungarische Schreibweise: Hajdú Péter; * 4. Juni 1995 in Salgótarján) ist ein ungarischer Handballspieler. Der linke Rückraumspieler gehört der Ungarischen Beachhandball-Nationalmannschaft der Männer an, wo er zumeist in der Abwehr agiert.

## Hallenhandball
Péter Hajdú begann seine Karriere 2013 bei Salgótarjáni Strandépítők KC. Schon in der ersten Saison debütierte er bei den Männern in der dritten ungarischen Liga, spielte die nächsten Jahre aber weiter parallel auch in der Nachwuchsliga. 2015 wechselte er zum Zweitligisten Törökszentmiklósi KE, behielt aber noch zwei Jahre das Zweitspielrecht bei Salgótarjáni Strandépítők KC. Insgesamt bestritt er für den Verein 79 Drittligaspiele. Bei Törökszentmiklósi KE debütierte Hajdú in der zweiten ungarischen Liga, wurde aber für die Rückrunde der Saison zum Ligakonkurrenten Szigetszentmiklósi KSK verliehen. 2016/17 spielte er wieder für Törökszentmiklósi KE, danach wechselte er weiter zu Békési FK KFT, 2019 zu Ceglédi KKSE, immer innerhalb der zweiten Liga. Mit dem Erstligaabsteiger konnte Hajdú den sofortigen Wiederaufstieg schaffen. 2020 erfolgte nach 111 Zweitligaspielen der Wechsel zu Dabasi KC VSE in die erste ungarische Liga. In seiner ersten Saison bestritt er dort 13 Spiele. Bis zum Ende der Saison 2020/21 hatte Hajdú in Ungarn damit 13 Spiele in der Ersten, 111 Spiele in der Zweiten, 79 Spiele in der Dritten Liga, 13 Pokal- und fünf Ligapokalspiele absolviert.

## Beachhandball
Hajdú hatte zunächst Erfolge mit den Jugend- und Junioren-Nationalmannschaften. 2012 gewann er mit Ungarn bei den Jugend-Europameisterschaften in Batumi die Bronzemedaille, ein Jahr später bei den Junioreneuropameisterschaften 2013 in Randers, Dänemark, gewann er mit seiner Mannschaft den Titel. Schon bei diesen Turnieren spielte er mit seinen späteren langjährigen Nationalmannschaftskameraden Norbert Gyene, Attila Kun, Patrik Vizes und Bence Zakics zusammen.
Bei den Weltmeisterschaften 2016 gehörte Hajdú erstmals der A-Auswahl seines Landes an. Ungarn begann das Turnier durchwachsen, nach der Vorrunde standen drei Siege, aber auch zwei Niederlagen zu Buche. Nachdem beide Spiele der Hauptrunde, darunter gegen die „Übermannschaft“ Brasilien, die bei den drei vorherigen Weltmeisterschaften den Titel gewonnen hatten, gewonnen wurden, zog Hajdú mit seiner Mannschaft als Gruppendritter in die Halbfinals ein. Dort wurde im Shootout gegen Kroatien, den späteren Weltmeister, verloren. Auch das Spiel um den dritten Platz verloren die Ungarn im Shootout gegen Katar. Für die Europameisterschaften 2017 am Jarun-See in Zagreb und die World Games wenig später wurde Hajdú nicht berufen.
Die Weltmeisterschaften 2018 wurde zu Hajdú größtem internationalem Erfolg bis dahin. Nach zwei Siegen gegen Neuseeland und Vietnam wurde erst das letzte Spiel der Vorrundengruppe gegen Spanien verloren, damit zog Ungarn als Gruppenzweiter in die Hauptrunde ein. Dort wurde zunächst Uruguay im Shootout besiegt. Nach einer Niederlage gegen Kroatien wurde im letzten Spiel der Gruppenphase der Iran im Shootout geschlagen. Somit zog Ungarn als Dritter der Gruppe in das Viertelfinale, in dem Russland geschlagen wurde. Nach einer erneuten Niederlage im Halbfinale gegen Kroatien konnte Hajdú mit Ungarn das Kleine Finale gegen Schweden klar gewinnen und die Bronzemedaille erringen.

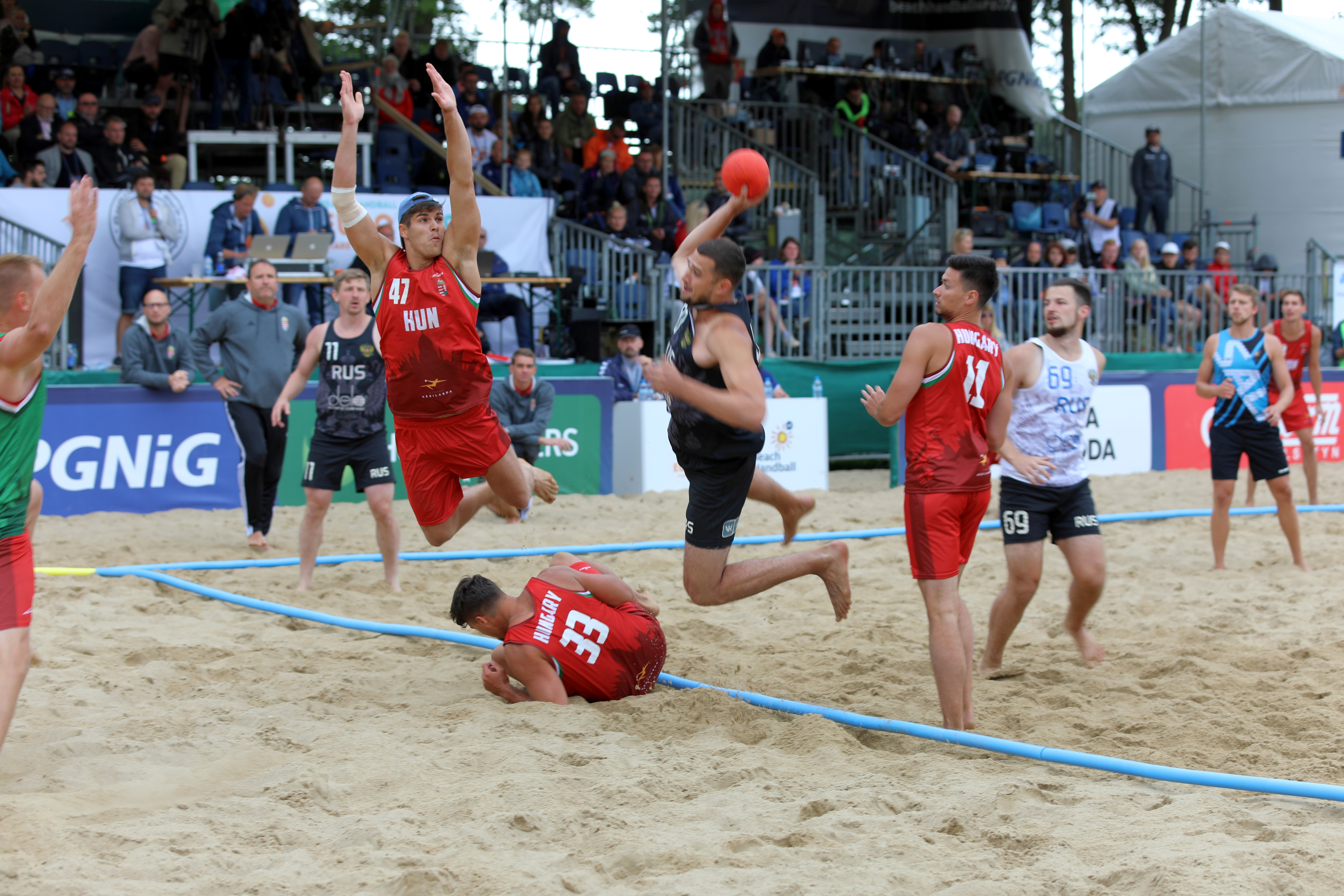
Hajdú springt in einem Wurf des Russen Konstantin Winokur im Kleinen Finale der Europameisterschaften 2019; am Boden Bence Priczel, mit der #11 Bence Zakics, im Tor Norbert Vitáris; russische Spieler: im linken Hintergrund Roman Kalaschnikow (#11), rechts mit der #69 German Manukol

Bei den Europameisterschaften 2019 in Stare Jabłonki, Polen, konnten die Ungarn sich erneut gut platzieren. Nach sechs Siegen in der Vor- und Hauptrunde verlor Ungarn erneut erst das letzte der Hauptrundenspiele, erneut gegen Kroatien. Im Achtelfinale wurde Deutschland im Shootout besiegt. Wie bei den beiden Europameisterschaften zuvor wurde wieder im Halbfinale verloren, dieses Mal gegen Dänemark. Das Spiel um den dritten Rang gegen Russland konnte Hajdú mit Ungarn mit 2:0 gewinnen. Er bestritt neun der zehn möglichen Spiele und erzielte dabei als einziger Ungar neben Bence Zakics keine Punkte. Mit fünf Zeitstrafen war er neben Bence Priczel der aggressivste ungarische Defensivspieler im Turnier. Hajdú wurde zum besten Defensivspieler des Turniers gewählt.
Bei den erstmals ausgetragenen World Beach Games in Katar startete Hajdú trotz zweier Niederlagen in den fünf Gruppenspielen recht gut in das Turnier; als zweite der Vorgruppe konnten sie sich sicher für das Viertelfinale qualifizieren. Dort unterlagen die Ungarn jedoch nach zwei hart umkämpften engen Sätzen den Schweden im Shootout, die bei den Europameisterschaften noch einen Mittelfeldrang belegt hatten. In den weiteren Platzierungsspielen wurde zunächst der Europameister Dänemark bezwungen, zum Abschluss im Kampf um den fünften Rang Kroatien unterlegen; beide Spiele wurden erst im Shootout entschieden.

## Erfolge

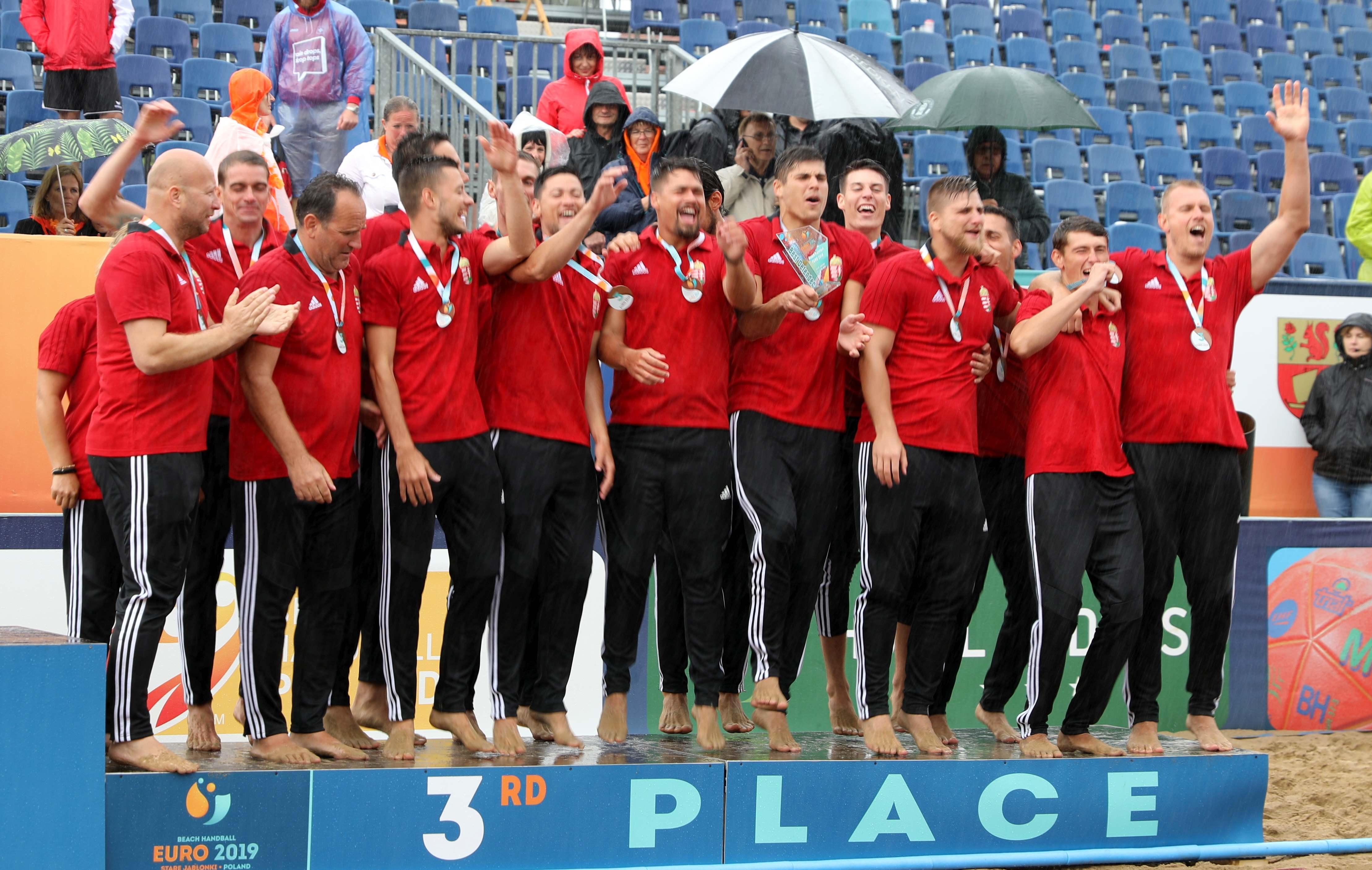
Die ungarische Mannschaft bei der Siegerehrung der Euro 2019

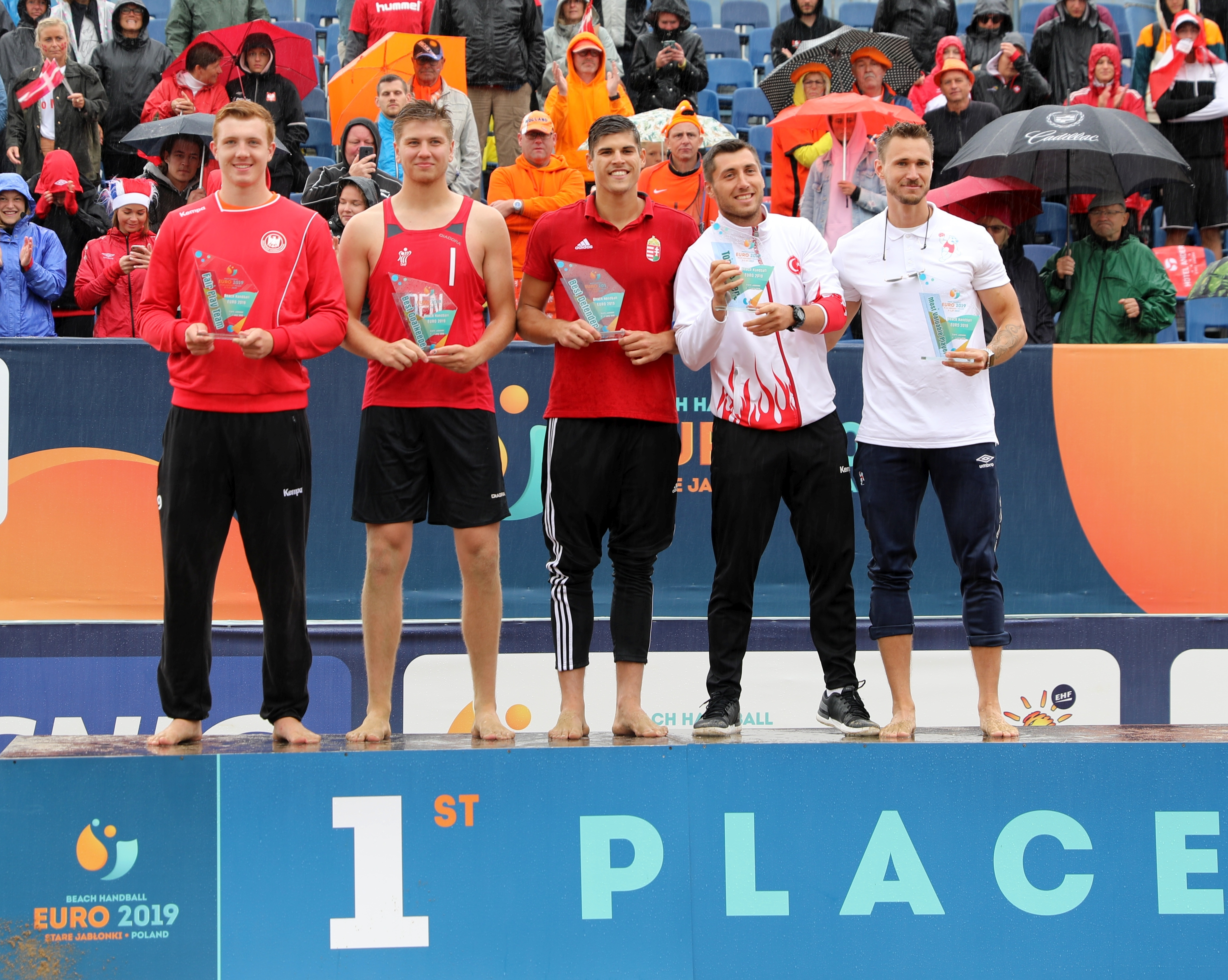
Hendrik Prahst (als Vertreter der deutschen Mannschaft die die Fair-Play-Wertung gewann), Simon Sejr Jensen, Péter Hajdú, Cemal Kütahya und Kristoffer Henriksen bei der Auszeichnung als beste Spieler der EM 2019

World Beach Games
- 2019 6.

Beachhandball-Weltmeisterschaften
- 2016 4.
- 2018

Beachhandball-Europameisterschaften
- 2019

## Einzelbelege
1. ↑  European Handball Federation - 2012 Men's ECh Beach Handball 18 / Final Tournament. Abgerufen am 19. November 2020 (englisch).
2. ↑  European Handball Federation - 2013 Men's ECh Beach Handball 19 / Final Tournament. Abgerufen am 17. November 2020 (englisch).
3. ↑  Hungary vs New Zealand | Preliminary Round | 2018 IHF Men's Beach Handball World Championship. Abgerufen am 4. Juli 2021 (deutsch).
4. ↑  Vietnam vs Hungary | Preliminary Round | 2018 IHF Men's Beach Handball World Championship. Abgerufen am 4. Juli 2021 (deutsch).
5. ↑  Spain vs Hungary | Preliminary Round | 2018 IHF Men's Beach Handball World Championship. Abgerufen am 4. Juli 2021 (deutsch).
6. ↑  Kings of the world | IHF. Abgerufen am 7. Januar 2021.
7. ↑  Men's QF Highlights: Hungary vs Germany | Beach Handball EURO 2019. Abgerufen am 4. Juli 2021 (deutsch).
8. ↑  Men's semi-final Denmark vs Hungary | Highlights | Beach Handball EURO 2019. Abgerufen am 4. Juli 2021 (deutsch).
9. ↑  Hungary vs Russia ● Beach Handball 2019 EURO ● 3rd Place ● Full Match Highlights ●. Abgerufen am 4. Juli 2021 (deutsch).
10. ↑  European Handball Federation - 2019 Men's ECh Beach Handball / Final Tournament. Abgerufen am 18. November 2020 (englisch).
11. ↑  Rewind: The 2019 EHF Beach Handball EURO. Abgerufen am 4. Juli 2021 (englisch).
12. ↑  Beach Handball - Qatar vs Hungary | Men's Group B Match | ANOC World Beach Games Qatar 2019 | Full. Abgerufen am 4. Juli 2021 (deutsch).
13. ↑  Beach Handball - Sweden vs Hungary | Men's Quarterfinals | ANOC World Beach Games Qatar 2019 | Full. Abgerufen am 4. Juli 2021 (deutsch).
14. ↑  Beach Handball - Denmark vs Hungary | Men's 5th to 8th Place | ANOC World Beach Games Qatar 2019. Abgerufen am 4. Juli 2021 (deutsch).
15. ↑  AWBG 2019. Abgerufen am 4. Juli 2021 (englisch).

| Personendaten    | Personendaten                                  |
| ---------------- | ---------------------------------------------- |
| NAME             | Hajdú, Péter                                   |
| ALTERNATIVNAMEN  | Péter, Hajdú (ungarisch)                       |
| KURZBESCHREIBUNG | ungarischer Handball- und Beachhandballspieler |
| GEBURTSDATUM     | 4. Juni 1995                                   |
| GEBURTSORT       | Salgótarján                                    |